# 第1戦車群

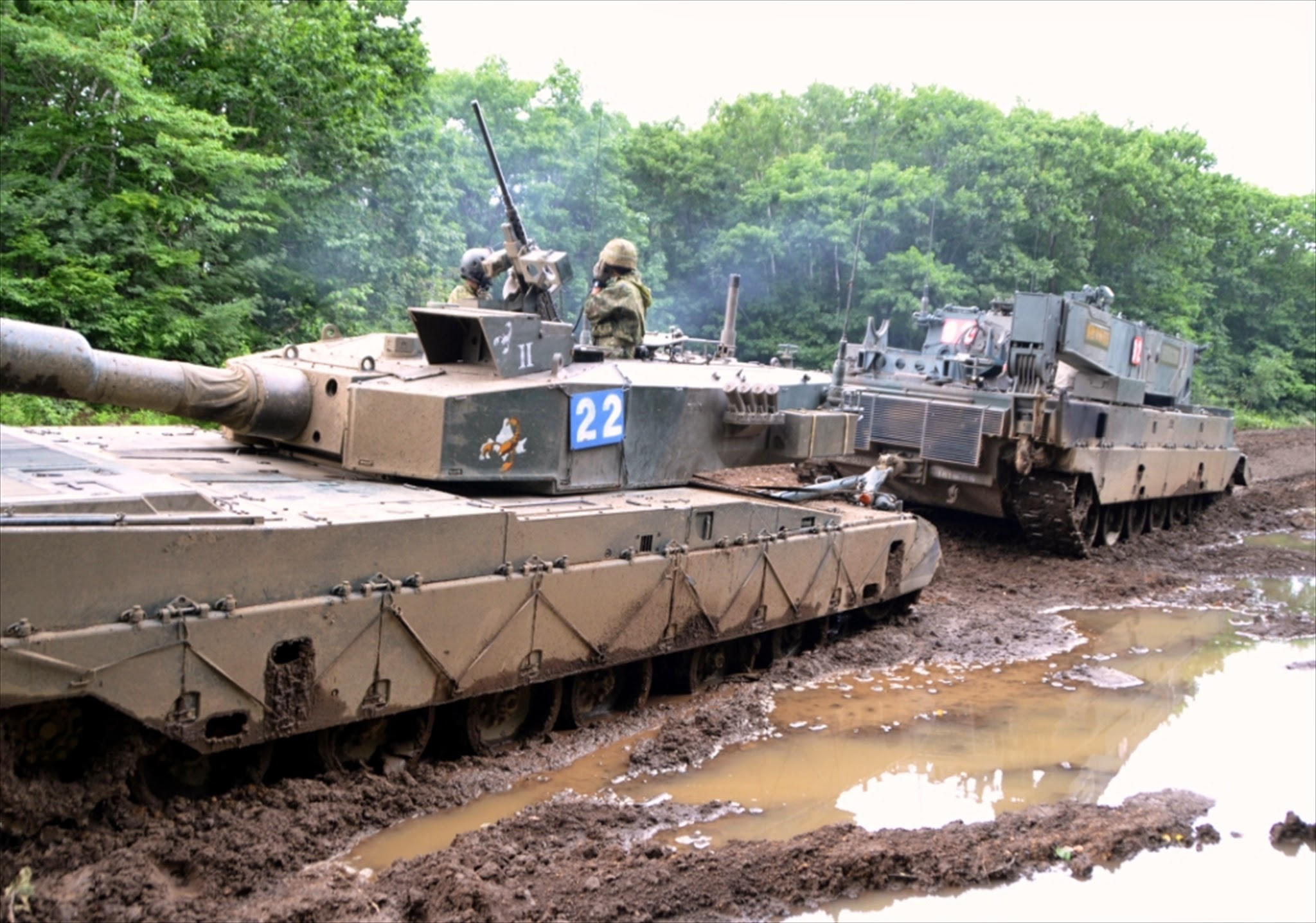
第1戦車群の90式戦車

第1戦車群（だいいちせんしゃぐん、JGSDF 1st Tank Group）は、陸上自衛隊北恵庭駐屯地（北海道恵庭市）に駐屯していた北部方面隊直轄の機甲科（戦車）部隊で2014年（平成26年）3月26日に廃止された。

## 概要
群長は1等陸佐（二）が充てられて、群本部、本部管理中隊および3個の独立戦車中隊を編合して編成されていた。
自衛隊草創期、対ソビエト連邦重視の観点から当初独立部隊として編成され、その後、第1戦車団への増強改編に伴い同団の基幹部隊となる。戦車団廃止後は北部方面隊直轄部隊として残留したが、冷戦の終結および戦車削減などの影響から徐々に部隊規模を縮小していき、2014年（平成26年）3月、60年余りの歴史に幕を閉じた。
所属隊員の大多数は即応予備自訓練を終了しフル化改編する第73戦車連隊へ異動し、装備していた74式戦車は全車廃車処分となり、90式戦車は第7偵察隊へ管理替えされた。
部隊マークは、白地の北海道にサソリをくみあわせたもの。2000年（平成12年）ごろから使用していた。

## 沿革
独立第1特車大隊
- 1952年（昭和27年）11月22日：独立第1特車大隊が新町駐屯地において編成完結[2]。
- 1953年（昭和28年）7月8日：独立第1特車大隊が新町駐屯地から南恵庭駐屯地に移駐[2]。北部方面隊隷下に編入。

第101特車大隊
- 1954年（昭和29年）
  - 7月1日：陸上自衛隊発足により、独立第1特車大隊が第101特車大隊に称号変更[3]。北部方面隊に直轄部隊として編合。
  - 9月20日：第101特車大隊が南恵庭駐屯地から北恵庭駐屯地へ移駐[2]｡

第1特車群
- 1956年（昭和31年）
  - 1月25日：第1特車群本部および本部中隊が北恵庭駐屯地において北部方面隊直轄部隊として新編[2]。隷下に第101特車大隊、第103特車大隊および第104特車大隊を編合[2]。
  - 10月8日：第7混成団長統裁の陸上自衛隊初の対空挺演習に参加（島松演習場：10月10日まで）。

第1戦車群
- 1962年（昭和37年）1月18日：第1特車群（北恵庭駐屯地）が第1戦車群（3個戦車大隊編成）に称号変更。隷下の第101特車大隊が第101戦車大隊に、第103特車大隊が第103戦車大隊に、第104特車大隊が第104戦車大隊に称号変更。

第1戦車群（旧第101戦車大隊）
- 1974年（昭和49年）8月1日：第1戦車群の第1戦車団改編に伴い、第101戦車大隊が第1戦車群（5個戦車中隊基幹）に改編。第1戦車団に編合。
- 1978年（昭和53年）5月29日：74式戦車を装備開始。
- 1981年（昭和56年）3月25日：第1戦車団廃止に伴い、第1戦車群が北部方面隊に直轄部隊として編合。
- 1987年（昭和62年）3月26日：各戦車中隊を3個小隊から4個小隊に増強改編。
- 1991年（平成03年）3月29日：戦車の北転事業に伴い新編された第320戦車中隊を編合。
- 2000年（平成12年）3月28日：後方支援体制変換に伴い、整備部門を北部方面後方支援隊第101戦車直接支援隊へ移管｡
- 2004年（平成16年）3月29日：第320戦車中隊（北恵庭駐屯地）が廃止｡
- 2007年（平成19年）3月19日：第305戦車中隊（北恵庭駐屯地）が廃止｡
- 2013年（平成25年）3月26日：第304戦車中隊（北恵庭駐屯地）が廃止[4]。
- 2014年（平成26年）
  - 3月15日：隊旗返還。
  - 3月26日：第1戦車群（北恵庭駐屯地）が廃止[5]。

## 廃止時の部隊編成
- 第1戦車群本部
- 本部管理中隊「1戦群-本」：74式戦車等
- 第301戦車中隊「1戦群-301」：74式戦車等
- 第302戦車中隊「1戦群-302」：74式戦車等
- 第303戦車中隊「1戦群-303」：74式戦車等

## 整備支援部隊
- 北部方面後方支援隊第101戦車直接支援隊「101戦直支」（北恵庭駐屯地）：2000年（平成12年）3月28日から2014年（平成26年）3月26日の間。部隊廃止。

## 歴代の第1戦車群長
| 代 | 氏名     | 在職期間                                                   | 前職                                            | 後職                                            |
| -- | -------- | ---------------------------------------------------------- | ----------------------------------------------- | ----------------------------------------------- |
| 01 | 山口志郎 | 1974年08月01日 - 1976年08月01日                            | 第1戦車群付                                     | 統合幕僚会議事務局第1幕僚室勤務                 |
| 02 | 梅野昭一 | 1976年08月02日 - 1978年03月15日                            | 陸上幕僚監部付                                  | 陸上自衛隊富士学校機甲科部 教育課長             |
| 03 | 中冨逸郎 | 1978年03月16日 - 1979年07月31日                            | 第1戦車群副群長                                 | 陸上自衛隊富士学校機甲科部 研究課長             |
| 04 | 澤田憲一 | 1979年08月01日 - 1981年03月15日                            | 第7師団司令部第3部長                            | 陸上幕僚監部人事部人事計画課勤務                |
| 05 | 田川宏   | 1981年03月16日 - 1982年03月15日                            | 第1戦車団副団長                                 | 第7師団司令部勤務                               |
| 06 | 柚木文夫 | 1982年03月16日 - 1983年07月31日 ※1983年07月01日 陸将補昇任 | 防衛大学校教授                                  | 陸上自衛隊九州地区補給処副処長                  |
| 07 | 國谷裕   | 1983年08月01日 - 1986年03月16日                            | 陸上幕僚監部教育訓練部教育課 学校第1班長        | 陸上自衛隊富士学校機甲科部副部長                |
| 08 | 渡邊和義 | 1986年03月17日 - 1988年03月31日                            | 防衛研究所所員                                  | 陸上自衛隊富士学校総合研究開発部 主任研究開発官 |
| 09 | 水上謙一 | 1988年04月01日 - 1989年07月31日                            | 陸上自衛隊富士学校機甲科部 研究課長             | 陸上自衛隊富士学校機甲科部副部長                |
| 10 | 伊東一憲 | 1989年08月01日 - 1991年07月31日                            | 陸上幕僚監部人事部補任課 人事第2班長            | 陸上自衛隊富士学校機甲科部副部長                |
| 11 | 小西正徳 | 1991年08月01日 - 1993年11月30日                            | 技術研究本部 技術開発官（陸上担当）付 総括室長  | 第8師団司令部幕僚長                             |
| 12 | 山木満   | 1993年12月01日 - 1995年06月29日                            | 統合幕僚学校学校教官                            | 自衛隊山口地方連絡部長                          |
| 13 | 安藤博   | 1995年06月30日 - 1997年12月07日                            | 陸上自衛隊富士学校総合研究開発部 主任研究開発官 | 陸上自衛隊幹部学校主任研究開発官                |
| 14 | 曽山和美 | 1997年12月08日 - 2000年08月01日                            | 陸上自衛隊富士学校総合研究開発部 主任研究開発官 | 退職（陸将補昇任）                              |
| 15 | 福田泰正 | 2000年08月01日 - 2002年12月01日                            | 陸上自衛隊幹部候補生学校学校教官                | 陸上自衛隊富士学校機甲科部 教育課長             |
| 16 | 鈴木和人 | 2002年12月02日 - 2005年03月31日                            | 陸上自衛隊幹部学校教育部教務課長                | 中部方面総監部監察官                            |
| 17 | 青木紀男 | 2005年04月01日 - 2007年07月31日                            | 陸上自衛隊富士学校主任教官                      | 自衛隊富山地方協力本部長                        |
| 18 | 北原秀章 | 2007年08月01日 - 2009年03月23日                            | 東北方面総監部防衛部訓練課長                    | 統合幕僚監部総務部人事教育課 国際人道業務室長   |
| 19 | 三明淳智 | 2009年03月24日 - 2010年11月30日                            | 中部方面総監部法務官                            | 陸上幕僚監部総括副法務官                        |
| 20 | 成清浩一 | 2010年12月01日 - 2012年03月22日                            | 自衛隊帯広地方協力本部長                        | 陸上自衛隊研究本部主任研究開発官                |
| 末 | 石橋淳弘 | 2012年03月23日 - 2014年03月25日                            | 陸上自衛隊研究本部主任研究開発官                | 陸上自衛隊研究本部主任研究開発官                |

## 歴代主要装備
- M24軽戦車
- M4A3E8戦車
- M41軽戦車
- 61式戦車
- 74式戦車
- 90式戦車
- M3A1装甲車
- 60式装甲車
- 73式装甲車
- 78式戦車回収車
- 90式戦車回収車
- 78式雪上車
- 1/2tトラック / 73式小型トラック
- 1 1/2tトラック / 73式中型トラック
- 3 1/2tトラック / 73式大型トラック
- 89式5.56mm小銃
- 64式7.62mm小銃
- 11.4mm短機関銃M3A1
- 60式106mm無反動砲

## 部隊改編
第1特車群新編時（1956年（昭和31年）1月25日から）
- 第1特車群本部
- 第1特車群本部中隊
- 第101特車大隊（3個戦車中隊基幹）
- 第103特車大隊（3個戦車中隊基幹）
- 第104特車大隊（3個戦車中隊基幹）

第1戦車団新編時（1974年（昭和49年）8月1日から）
- 第1戦車群本部
- 本部管理中隊「1戦群-本」
- 第301戦車中隊「1戦群-301」
- 第302戦車中隊「1戦群-302」
- 第303戦車中隊「1戦群-303」
- 第304戦車中隊「1戦群-304」
- 第305戦車中隊「1戦群-305」

最大規模の編成時（1991年（平成3年）3月29日から）
- 第1戦車群本部
- 本部管理中隊「1戦群-本」
- 第301戦車中隊「1戦群-301」
- 第302戦車中隊「1戦群-302」
- 第303戦車中隊「1戦群-303」
- 第304戦車中隊「1戦群-304」
- 第305戦車中隊「1戦群-305」
- 第320戦車中隊「1戦群-320」

## ギャラリー

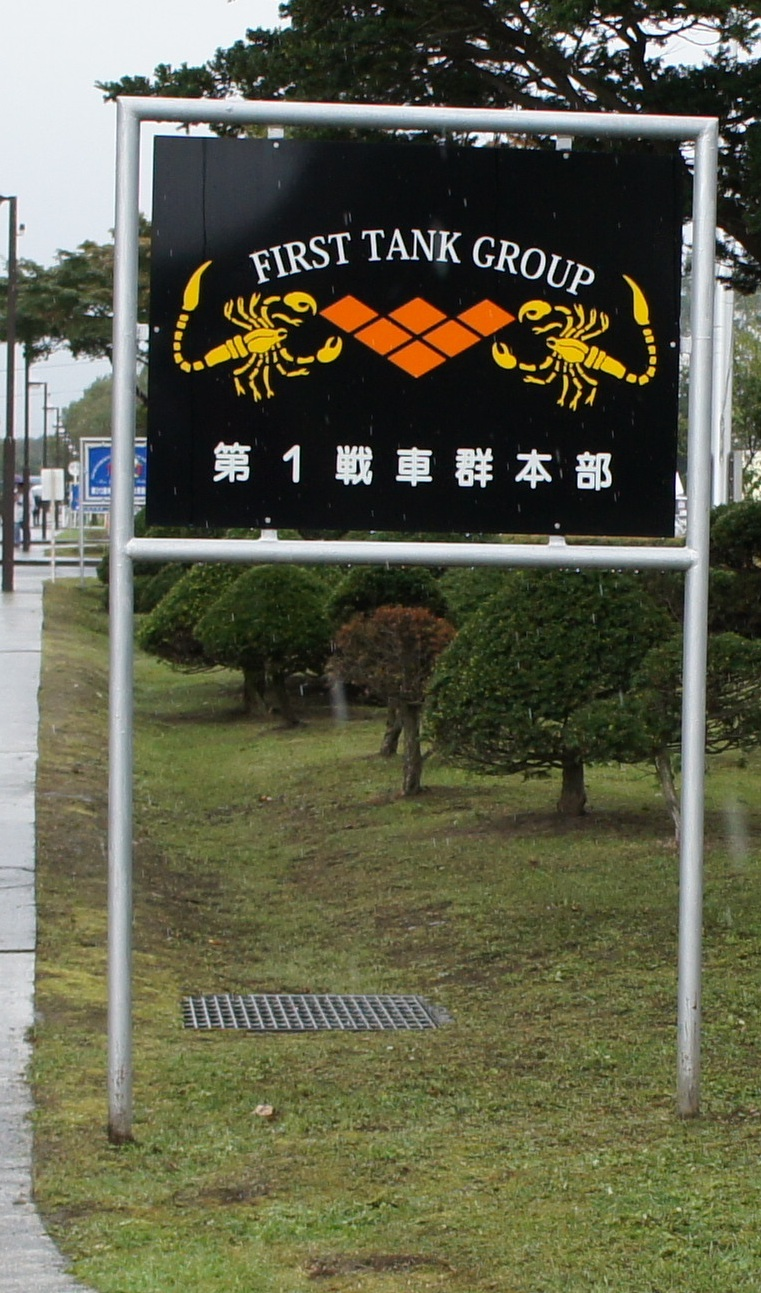
第1戦車群本部看板
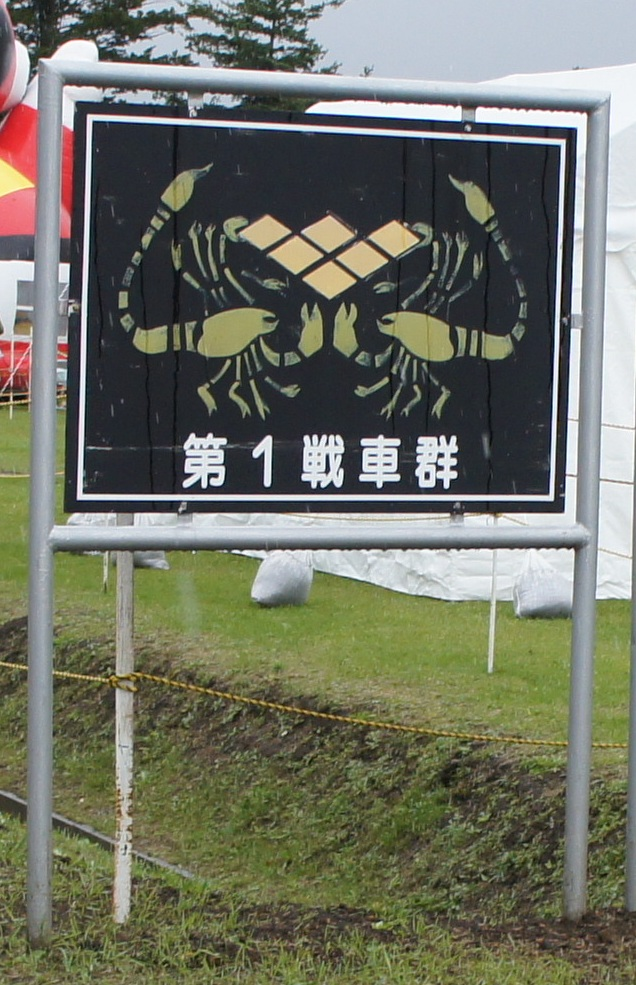
第1戦車群看板